# Antoninov zid
Antoninov zid (latinsko Vallum Antonini), zid iz kamna in travne ruše, ki so ga zgradili Rimljani preko sedanjega škotskega Central Belta med mestoma Firth of Forth ob Severnem morju in Firth of Clyde v Irskem morju. Stal je na najbolj severni meji Rimskega cesarstva. Dolg je bil približno 63 km, visok 3 m in  širok 5 m. Njegovo zanesljivost je še povečal globok jarek na severni strani zidu. Antoninov zid je bil eden od dveh velikih zidov, ki so ju zgradili Rimljani v severni Britaniji. Njegove ruševine so manj opazne kot ruševine bolj znanega Hadrijanovega zidu na jugu. 
Gradnja zidu je naročil rimski cesar Antonin Pij, verjetno zaradi pritiska keltskih plemen iz Kaledonije na sever Britanije. Začela se je leta 142 in je trajala približno dvanajst let. Zid je branilo šestnajst velikih in več  manjših trdnjav.  Oskrbo in gibanje vojaških enot je omogočala vojaška cesta južno od zidu, ki je povezovala vse utrdbe. Vojaki, ki so gradili zid, so svoje gradbene dosežke in boje s Kaledonci obeležili s številnimi spominskimi ploščami, od katerih se je dvajset ohranilo. Zid so kljub obetavnemu začetku že po dvajsetih letih zapustili in vojaške posadke umaknili na Hadrijanov zid. Leta 208 je cesar Septimij Sever ponovno premaknil vojsko na Antoninov zid in naročil njegovo obnovo, zato ga kasnejši rimski zgodovinarji omenjajo tudi kot Severski zid. Vojska je zid že po nekaj letih ponovno zapustila in ga ni nikoli več obnovila. Večina zidu in utrdb se je sčasoma porušila, vendar so nekateri njegovi ostanki še vidni. Za številne ohranjene  objekte  skrbita Historic Scotland in UNESCOv odbor za svetovno dediščino.

## Lega in gradnja
Gradnjo zidu je odredil rimski cesar Antonin Pij okoli leta 142. Gradbena dela, ki so trajala približno dvanajst let, je sprva nadziral takratni guverner Britanije Kvint Lolij Urbik. Zid, dolg 63 km, se razteza od Old Kilpatricka v Zahodnem Dunbartonshiru v  Firth of Clydu do Carridena pri Bo'Nessu v  Firth of Forthu. Njegov namen je bil razširitev rimskega ozemlja  in oblasti na sever Britanije in nadomestitev Hadrijanovega zidu kakšnih 160 km proti jugu. Rimljani so tudi severno od Antoninovega zidu zgradili mnogo trdnjav in začasnih taborov, s katerimi so hoteli zaščitili svoje poti proti severu Škotske. Kaledoncev jim kljub temu ni uspelo pokoriti in Antoninov zid je bil stalna tarča njihovih napadov.
Antoninov zid je bil krajši od Hadrijanovega zidu. Zgrajen je bil iz travne ruše, položene na kamnite temelje, in ne iz kamna, a je bil kljub temu zavidljiv dosežek. Kamniti temelji in bočne stene prvotnih utrdb kažejo, da so sprva nameravali zgraditi kamnit zid, podoben Hadrijanovemu, vendar so načrt  kmalu spremenili. Ko je bil zid zgrajen, je imel obliko približno štiri metre visokega nasipa iz plasti travne ruše in ponekod zemlje, s širokim jarkom na severni strani in vojaško cesto na južni. Rimljani so sprva načrtovali trdnjave na vsakih 10 km. Načrt so kmalu spremenili in zgradili trdnjave na vsakih 3,3 km, skupno 19 trdnjav.  Najbolj ohranjena je ena od najmanjših trdnjav Rough Castle. Poleg trdnjav je bilo na zidu tudi najmanj 9 manjših utrdb na razdalji verjetno ene rimske milje (1481 m). V prvotnem načrtu so bile verjetno samo manjše utrdbe, vendar so nekatere kasneje povečali.  Najbolj opazna utrdba je Kinneil  v bližini Bo'Nessa  na vzhodnem koncu zidu.
Rimljani so poleg Antoninovega zidu zgradili tudi številne obalne trdnjave vzhodno od zidu, med njimi Inveresk, in zahodno od njega, med njimi Outerwards in Lurg Moor, ki so imele vlogo predstraž in/ali oskrbovalnih postaj. Številne trdnjave so zgradili tudi severno od zidu, med njimi Ardoch, Strageath in Bertha in morda Dalginross in Cargill. Njihove posadke so kasneje umaknili na področje Gask Ridgea.

## Umik
Rimljani so po samo dvajsetih letih zid zapustili in se leta 162 umaknili na Hadrijanov zid. Nekateri nezanesljivi podatki kažejo, da se je to zgodilo že leta 158/160. Postopoma so se spravili s plemeni na severu in območje med zidovoma je postalo nekakšno tamponsko ozemlje med severom in jugom. 
Po nizu napadov Kaledoncev leta 197 je cesar Septimij Sever leta 208 ponovno vdrl na Škotsko in ukazal obnovo delov Antoninovega zidu. Njegova zasedba Škotske je trajala samo nekaj let. Kasnejši rimski zgodovinarji so zid po njem preimenovali v Severski zid, zato so kasnejši učenjaki, na primer Bede, Antoninov zid zamenjavali s Hadrijanovim zidom. 

## Porimska zgodovina

### Grymov okop
V srednjeveških zgodovinah, na primer v kronikah Ivana Fordunskega, se Antoninov zid imenuje Grymov okop. Fordum trdi, da je ime dobil po starem očetu nekega namišljenega kralja Evgenija, sina Farquaharja. Grymov okop se je postopoma preimenoval v Grahamov okop. Ime je povezano s klanom Graham in se je ohranilo na delu zidu v  Bo'nessu na njegovem skrajnem vzhodnem koncu. 
Omeniti je treba, da je Graeme v nekaterih delih Škotske vzdevek za hudiča, zato bi se Grymov okop lahko imenoval tudi Hudičev okop, podobno kot se rimski limes v južni Nemčiji pogosto imenujejo Teufelsmauer.  
Grímr and Grim sta vzdevka boga Odina ali Wodana, katerega so morda prosili, da bi jim pomagal opraviti obsežna gradbena dela v nerazumno kratkem času. Naziv Grimov okop/jarek, povezan z obrambnimi okopi in jarki, se pojavlja tudi na več drugih mestih v Angliji, na primer pri  Wallingfordu, Oxfordshire in med Berkhamstedom (Herts) in Bradenhamom (Bucks). Antoninov zid so po Antoninui Piju imenovali tudi Pijev zid in Antoninov valum.Hector Boece ga v svoji Zgodovini Škotske iz leta 1527 imenuje Abercornov zid, s čimer ponavlja zgodbo, da so ga uničili Grahami.

### Status svetovne dediščine
Vlada Združenega kraljestva je leta 2003 prvič predlagala razglasitev Antoninovega zidu za Unescovo svetovno dediščino. Enako zahtevo je leta 2005 vložila vlada Škotske in leta 2006 še škotski ministrica za kulturo  Patricia Ferguson. Vlada Združenega kraljestva ga je uradno nominirala konec januarja 2007 in maja 2007 za podporo zaprosila škotski parlament. Antoninov zid je bil 7. julija 2008 razglašen za Unescovo svetovno dediščino kot del  "Meja Rimskega cesarstva". Antoninov zid je omenjen samo v besedilu, na zemljevidu mest svetovne dediščine pa ni prikazan.

### Historic Scotland
Historic Scotland (škotsko gelsko Alba Aosmhor) je agencija škotske vlade, ki je odgovorna za zgodovinske spomenike na Škotskem. Mednje spadajo tudi naslednja mesta ob Antoninovem zidu:
- Bar Hill Fort, navišja trdnjava na Antoninovem zidu, od katere so se ohranili samo temelji glavnega stana in kopališče.
- Bearsden Bath House, dobro ohranjeno kopališče in sanitarije, ki je služilo kot majhna trdnjava
- Castlecary, majhna vas v bližini Cumbernaulda.
- Croy Hill, del jarka, vklesanega v živo skalo, in dve signalni ploščadi; trdnjava ni vidna.
- Dullatur, majhna vas v bližini Cumbernaulda.
- Rough Castle, utrdba 2 km jugovzhodno od Bonnybridgea.
- Seabegs Wood.
- Watling Lodge, dela nasprotnih koncev hiše; vhod in temelji niso vidni.
- Westerwood.

Vsa mesta so na prostem in odprta za obisk.

## Kartografiranje zidu
Prvega sistematičnega kartografiranja Antoninovega zidu se je leta 1764 lotil  William Roy iz Ordnance Survey, agencije vlade Združenega kraljestva, zadolžene za kartografiranje Velike Britanije. Roy je natančno in podrobno narisal ostanke zidu. Njegove karte in risbe so sedaj edini zanesljiv vir podatkov o Antoninovem zidu, ki so ga poškodovali ali uničili kasnejši posegi in vreme.